# بخش واشینگتن (شهرستان هانکوک، اوهایو)
بخش واشینگتن (به انگلیسی: Washington Township) یک منطقهٔ مسکونی در ایالات متحده آمریکا است که در شهرستان هنکاک، اوهایو واقع شده‌است.
 بخش واشینگتن ۹۲٫۷۱ کیلومتر مربع مساحت و ۴٬۴۴۰ نفر جمعیت دارد و ۲۳۹ متر بالاتر از سطح دریا واقع شده‌است.